# 운암사층
운암사층(Wunamsa formation, 雲巖寺層)은 대한민국 문경탄전 남서부 농암면~상주시 이안면에 분포하는 고생대 페름기 시수랄리아세 사크마라절의 퇴적암 지층이다. 

## 지질
함창 지질도폭(1968)에 의하면 운암사층은 문경시 농암면 갈동리 북부, 화산리와 율수리 일부 지역 그리고 불정동과 유곡동, 상주시 이안면 안용리와의 경계 지역에 발달하는 시대 미상의 지층이다. 불정동과 유곡동, 상주시 이안면 안용리의 경계 지역에 소재한 수정봉 부근에 위치한 운암사에서 본 지층의 이름이 유래되었다. 본 지층은 1935년에 작성된 문경 무연탄 탄전 지질도에서 사동층으로 기재된 바 있다. 그러나 본 층의 세부적인 층서로 보아 사동층에 대비되는 부분이 나타나지 않아 함창도폭에서는 평안 누층군과 다른 별개의 지층으로 보았다. 운암사층 중에는 2~3매의 무연탄층이 협재된다.
농암면 율수리 동부와 갈동리 지역의 본 지층은 규장암(Kgp) 및 각섬석 화강암(Khgrj) 내에 포획암으로서 분포하며 운모편암, 흑색 점판암 및 약간의 석영편암층으로 구성되고 석탄층을 함유하고 있다. 이 지역에서는 규장암 및 화강암의 관입으로 인하여 직접 접하고 있지는 않으나 층서상으로 보아 대동 누층군 산수동 역암층의 하부에 위치하고 있다.
수정봉 일대 지역에서의 운암사층은 알칼리 화강암(Kagr) 내에 포획암으로 잔류한다. 수정봉 남동부에서 2매, 불정동 남쪽에 소재한 운암사 남측에서 1매의 석회암 및 석회규산염암층이 협재되는데 이들 석회암층은 본 암층 내에 협재되는 것인지 혹은 본 지층 직하부에 놓이는 조선 누층군 대석회암층군의 석회암층이 반복되는 등사(等斜) 구조에 의하여 본 지층 속에 협재된 것인지는 확인되지 않았으나 수정봉 동측 1.5 km 지점에 나타나는 석회암층은 후자에 속하는 것으로 생각된다. 이들 석회암층은 조선 누층군 대석회암층군에 속하는 석회암층이거나 평안 누층군 홍점층 혹은 사동층 하부에 발달되는 석회암 협층일 가능성이 크다.
용유리 지질도폭에 의하면 농암면 율수리 서부와 화산리 지역에 루프펜던트 형태로 분포하는 운암사층은 주로 흑색 셰일과 약간의 석회암과 석회규산염암 등으로 구성되며 흑색 셰일 중에는 가끔 탄질셰일과 무연탄이 소량으로 협재되기도 한다. 율수리 서부 일대에서 이 층은 북동 15~40°, 북서 60~90° 또는 남동 25° 및 북서 20°, 남서 50°등의 교란된 층리면을 가지고 있다. 이곳에서는 복잡한 소규모 습곡 구조를 보이기도 한다.

## 지질시대
위와 같은 사실들로 미루어 운암사층은 고생대에 형성된 지층이며 평안 누층군의 어느 함탄층과 대비될 수 있을 것으로 생각되기는 하였으나, 함창, 용유리 지질도폭이 발간되었을 당시에는 운암사층의 지질 시대를 명확히 정의할 수 있는 고생물의 화석 등이 발견되지 않아 정확한 시대를 알지 못하였다.
박수인(1989)은 문경탄전 남단에 위치하는 농암면 지역의 운암사층의 석회암층을 대상으로 미화석 연구를 수행하였다. 연구 결과 코노돈트 화석 Diplognathodus edentulus, D. oertlii, Idiognathodus ellisoni, Streptognathodus elegantulus, Streptognathodus elongatus 및 Sweetognathus whitei이 발견되었다. 그리고 방추충(푸줄리나) 화석 Pseudoschwagerina paraborealis, Pseudoschwagerina pavlovi 및 Pseudofusulina complicata이 발견되었다. 이 코노돈트 화석에 근거하여 Streptognathodus elongatus 그리고 Sweetognathus whitei 화석대를 설정하였다. 이 코노돈트는 일본, 북미 및 중남미 지역의 하부 페름기의 사크마라절(Sakmarian) 조에서 널리 보고된 표준 화석이므로, 운암사층의 지질시대는 하부 페름기 시수랄리아세 사크마라절(Sakmarian, 사크마리안)로 결정되었다.

## 같이 보기
- 문경시의 지질
- 평안 누층군
- 페름기